# Stanislas-Arthur-Xavier Touchet
Stanislas-Arthur-Xavier Touchet (ur. 13 listopada 1842 w Soliers, zm. 23 września 1926 w Orleanie) – francuski duchowny katolicki, kardynał, biskup Orleanu.

## Życiorys
Święcenia kapłańskie przyjął 13 czerwca 1872 roku. Pracę duszpasterską podjął w archidiecezji Besançon i pracował tam aż do 1894 roku, kiedy to otrzymał nominację na biskupa Orleanu 18 maja 1894 roku. Sakrę biskupią przyjął 15 lipca 1894 roku w archikatedrze metropolitalnej w Besançon z rąk bp. Flaviana-Abela-Antoine Hugonina biskupa Bayeux. 19 czerwca 1922 roku został asystentem Papieskiego Tronu. Na konsystorzu 11 grudnia 1922 roku papież Pius XI wyniósł go do godności kardynalskiej z tytułem kardynała prezbitera Santa Maria sopra Minerva. Zmarł 23 września 1926 roku w Orleanie. Pochowano go archikatedrze metropolitalnej w Orleanie.